# 南部梅林

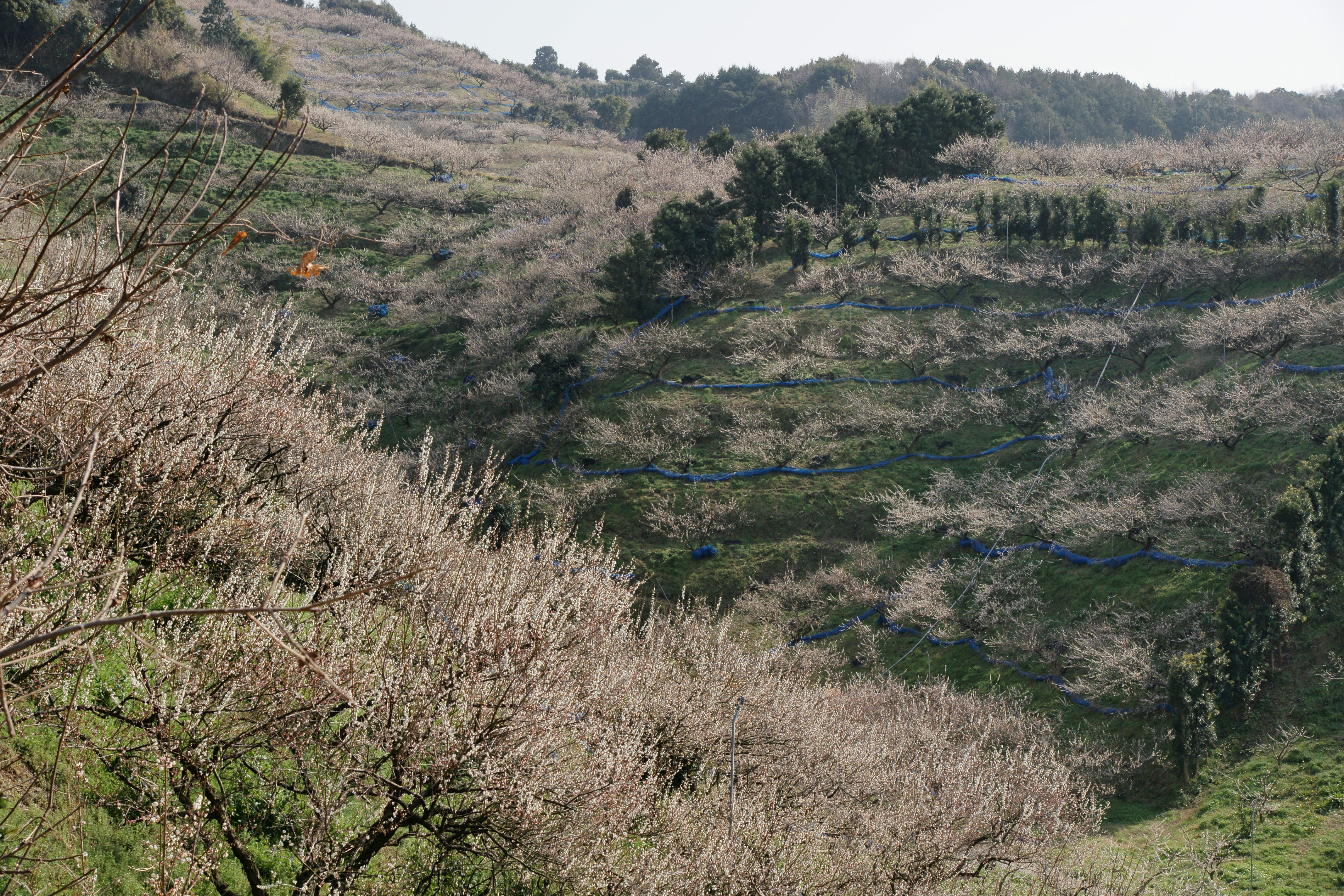
上部

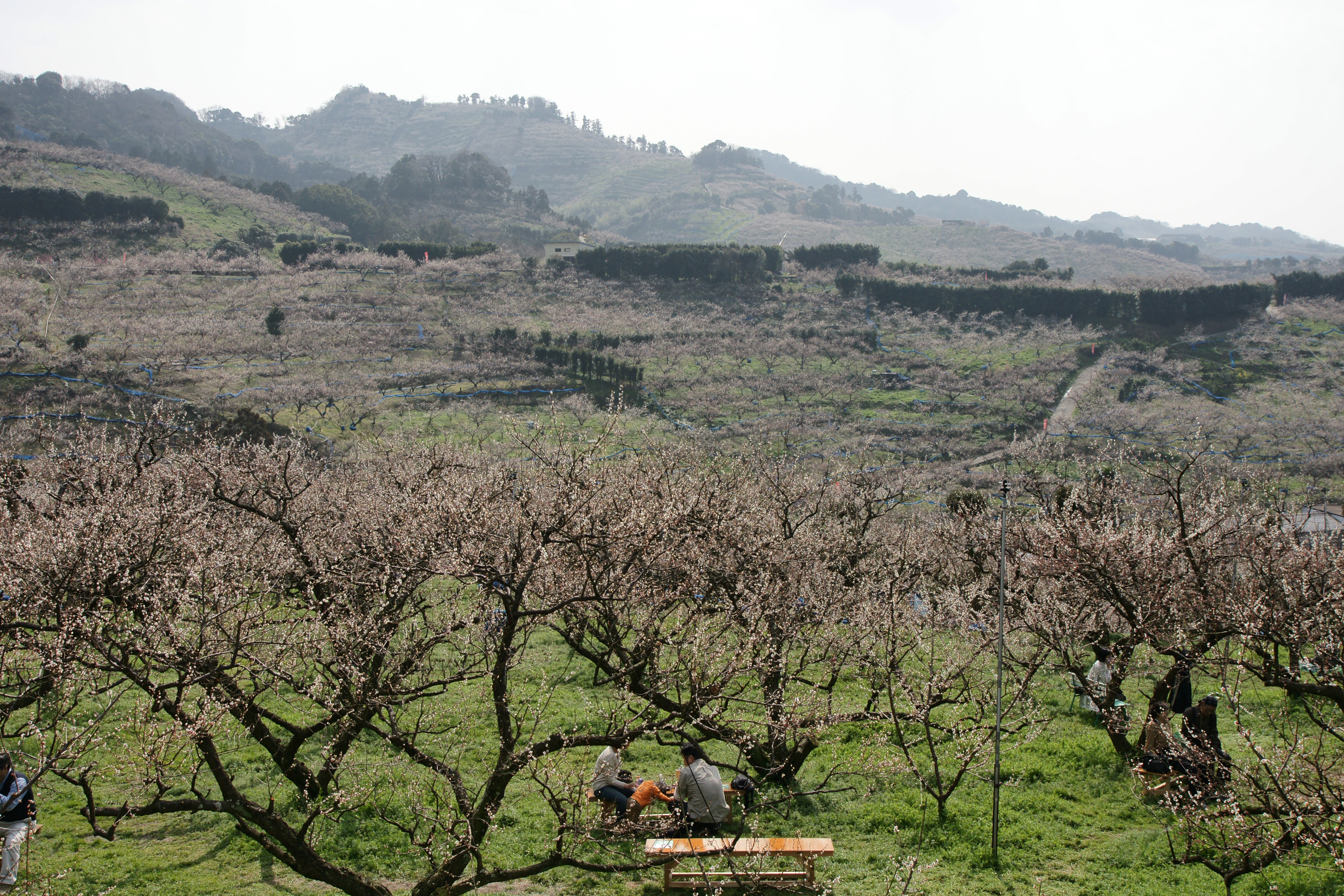
中部

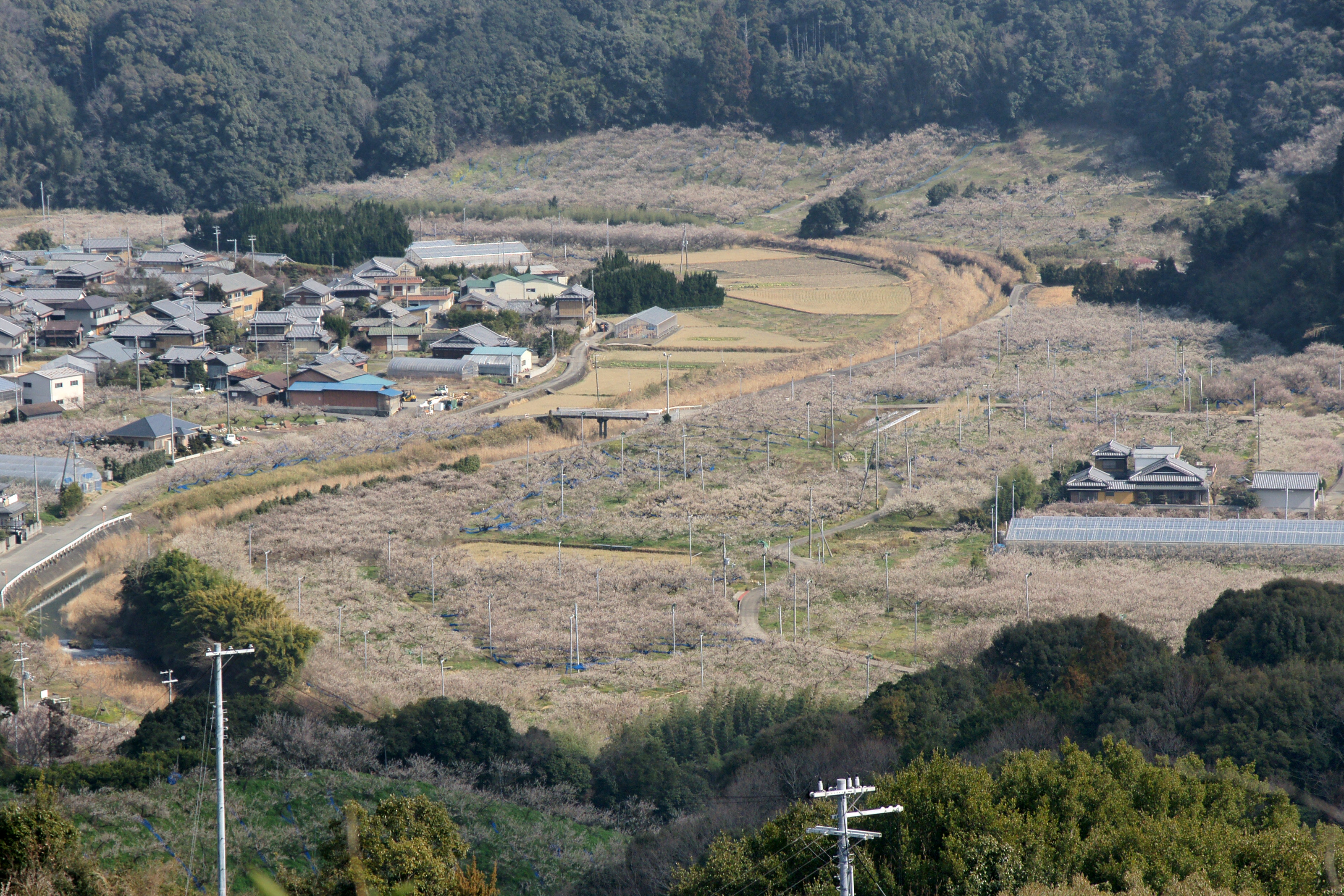
下部

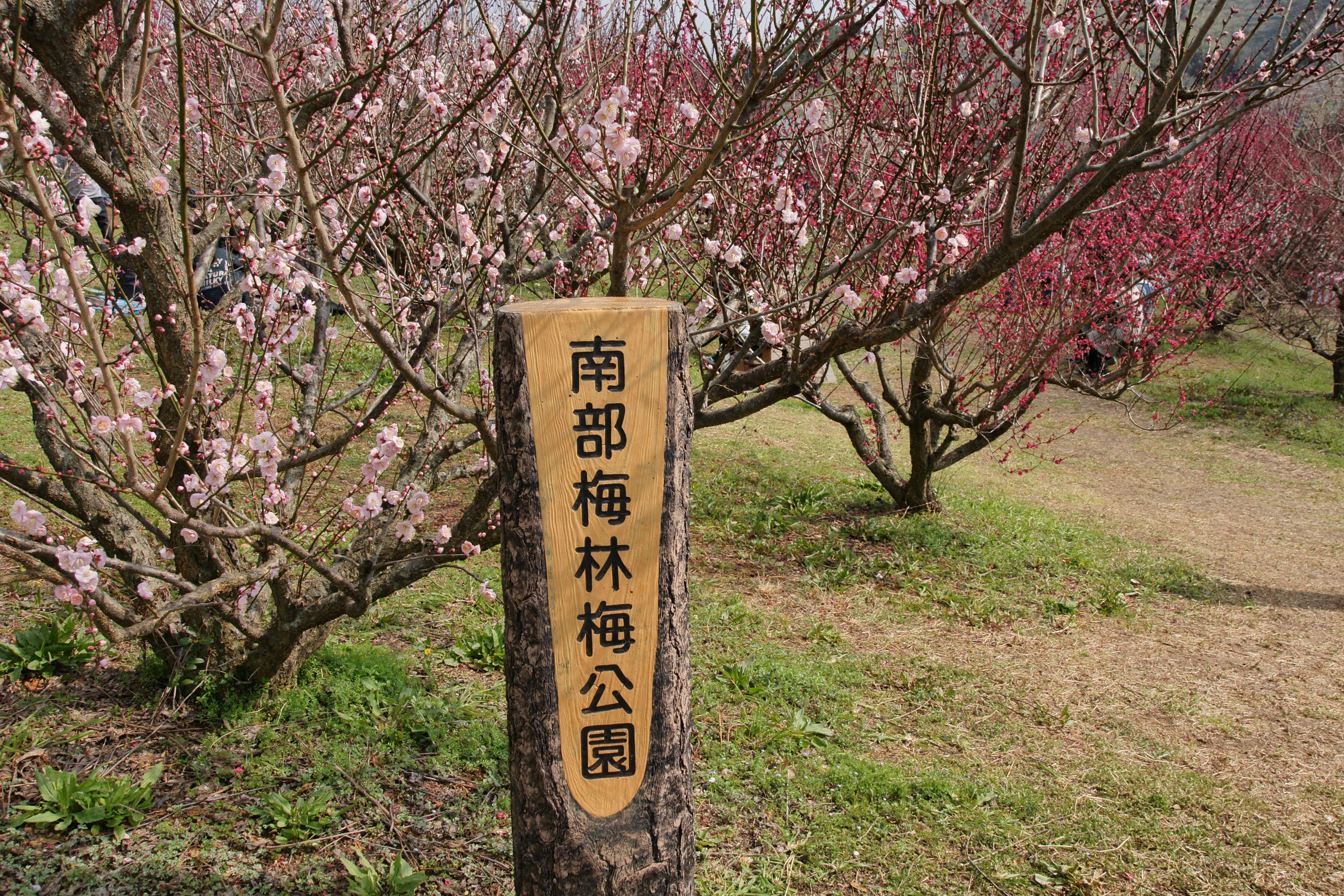
梅公園

南部梅林（みなべばいりん）は、和歌山県日高郡みなべ町晩稲に位置する梅林である。2016年現在、約8万本の梅が栽培されている日本最大級の梅林として有名。期間中の入場者数は、年平均3万人である。
南部梅林を含めた、みなべ町一帯の梅林は全て果実採取のための産業用の農林であり本来は観光目的ではない。

## 現況

### 地勢
南部梅林の梅の花の見頃は、その年によってかなり変動がある。特に強烈な寒波が押し寄せると開花が遅れてしまう。
南部梅林の上から下まではわずかな標高差があり、開花の時期がずれることがある。また、日照時間の長い南斜面とその短い北斜面で開花の状況が変わることが多い。

### 栽培種
- 南高梅 - 果実（梅干加工用）を採取するためのものであり、個人の農地である。
- 山頂付近に整備された梅公園には数種類の観賞用品種が植えられている。

## 行事

### 梅まつり
- 毎年2月11日（梅の日）

　内中源蔵翁功徳慰霊祭
　梅料理試食会/梅酒試飲会
- 観梅期間中に様々なイベントが模様されており、土日のもち投げが人気である。
- フォトコンテスト

## 歴史
江戸時代、田辺城主（後の紀伊田辺藩）として入封してきた紀州藩附家老安藤家が、梅の栽培を奨励したことから日本有数の梅林へと拡大していった。

## 利用情報
- 所在地 - 〒645-0022 和歌山県日高郡みなべ町晩稲香雲丘
- 開園期間 - 1月下旬-3月上旬、開花状況により前後
- 開園時間 - 8時-17時
- 運営団体 - 梅の里 観梅協会

## 周辺
- うめ振興館（道の駅みなべうめ振興館）
- 奥みなべ梅林
- JA紀州 産直所ほんまもん

## 交通
- JRきのくに線南部駅
  - 臨時バス（南部梅林開園中運行）で約15分「南部梅林」下車すぐ